# Just Say Yes (canção de Snow Patrol)
"Just Say Yes" é uma canção da banda de rock norte-irlandesa Snow Patrol. Esta música foi lançada como single da coletânea Up to Now lançado em 2009.

## Faixas
- CD Single:

1. "Just Say Yes" – 4:42
2. "Just Say Yes" (Thin White Duke Mix) (Editado) – 4:14

- Austrália iTunes:[2]

1. "Just Say Yes" – 4:42
2. "Just Say Yes" (Thin White Duke Mix) – 7:26
3. "Shut Your Eyes" (ao vivo) – 9:09

Gravado no V Festival, Chelmsford em 23 de agosto de 2009.
- Reino Unido/Irlanda iTunes:[3][4]

1. "Just Say Yes" – 4:42
2. "Just Say Yes" (Video) – 4:12

- EUA iTunes/Amazon.com:[5]

1. "Just Say Yes" – 4:42

- Promo CD:[6]

1. "Just Say Yes" (Editado) – 4:05
2. "Just Say Yes" (Instrumental) – 4:42

| Paradas (2009 / 2010)           | Melhor posição |
| ------------------------------- | -------------- |
| Alemanha (Media Control Charts) | 47             |
| Austrália (ARIA Charts)         | 87             |
| Áustria (Top 40)                | 38             |
| Bélgica (Ultratop 50)           | 6              |
| Bélgica (Ultratop 40)           | 8              |
| Dinamarca (Tracklisten)         | 4              |
| Países Baixos (Dutch Top 40)    | 1              |
| European Hot 100 Singles        | 24             |
| Finlândia Singles Chart         | 20             |
| Irlanda (Irish Singles Chart)   | 6              |
| Japão Billboard Hot 100         | 39             |
| Reino Unido (UK Singles Chart)  | 15             |
| Estados Unidos (Rock Songs)     | 39             |

## Lançamentos
| País                  | Data                  | Formato          | Gravadora  |
| --------------------- | --------------------- | ---------------- | ---------- |
| Estados Unidos        | 23 de outubro de 2009 | Download digital | Interscope |
| Países Baixos         | 27 de outubro de 2009 | Download digital | Universal  |
| Irlanda               | 30 de outubro de 2009 | Compact Disc     | Fiction    |
| Países Baixos         | 30 de outubro de 2009 | Compact Disc     | Universal  |
| Reino Unido · Irlanda | 1 de novembro de 2009 | Download digital | Fiction    |
| Reino Unido           | 2 de novembro de 2009 | Compact Disc     | Fiction    |